# Ivo Georgiev
Ivo Georgiev (bulharskou cyrilicí Иво Георгиев; 12. května 1972 Ruse – 13. listopadu 2021 Ruse) byl bulharský fotbalista, záložník a útočník. Zemřel na srdeční selhání.

## Fotbalová kariéra
Hrál za FC Šumen, Debreceni VSC, Dorogi FC, FC Lokomotiv Ruse, Spartak Varna, FC Aarau, SV Waldhof Mannheim, PFK Dobrudža Dobrič, Budapest Honvéd FC a POFC Botev Vratsa. V Poháru UEFA nastoupil ve 2 utkáních a dal 1 góly. Na Mistrovství Evropy ve fotbale 1996 byl členem bulharské reprezentace, nastoupil v 1 utkání, což bylo jeho jediný start za bulharskou reprezentaci.